# Бібліотеки Швеції

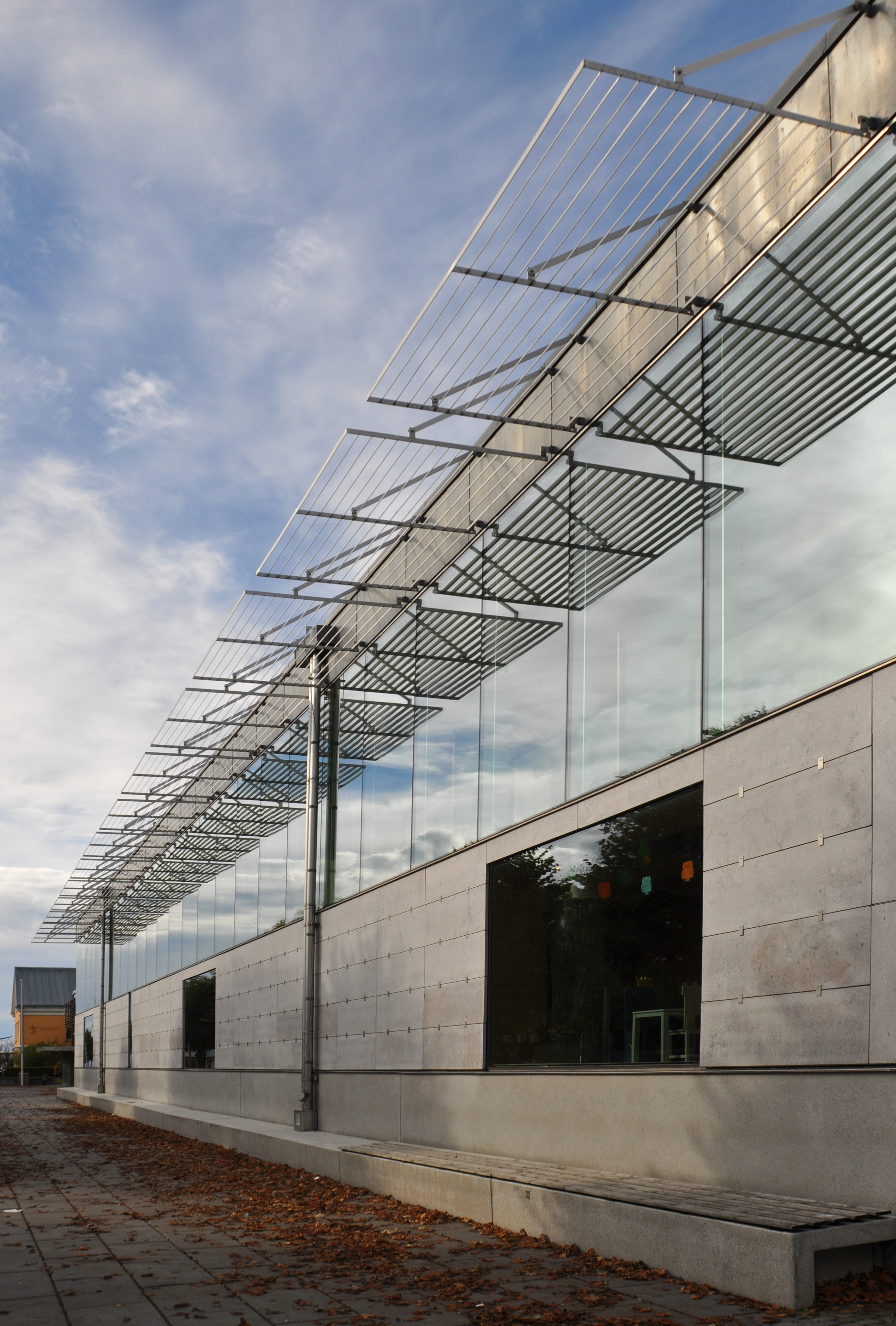
Бібліотека «Альмедален», яка відкрилася в 2001 р. у Вісбю (комбінована з університетською бібліотекою)

Бібліотеки Швеції — збірка вітчизняних і закордонних видань у Швеції: книги, журнали, газети тощо. Майже в кожному місті Швеції є місцеві книгосховища, філії центральних бібліотек. Найбільшою бібліотекою в Швеції вважається книгосховище в Уппсалі. Через розвиток мережі Інтернету та розповсюдження електронних книжок за останні 15 років на 20% закрилися провінційні бібліотеки Швеції.

## Перелік бібліотек Швеції
| Порядковий номер | Назва                               | Додаткова інформація                                                     |
| ---------------- | ----------------------------------- | ------------------------------------------------------------------------ |
| 1                | Стокгольмська громадська бібліотека | у м. Стокгольм                                                           |
| 2                | Королівська бібліотека Швеції       | Кароліна Редівіва, Стокгольм — 1 млн томів                               |
| 3                | Уппсальська бібліотека              | найбільша бібліотека Швеції у м. Уппсала — понад 2 млн томів             |
| 4                | Гетеборгська бібліотека             | у м. Гетеборг (у фонді — 1,25 млн томів)                                 |
| 5                | Лундська бібліотека                 | у м. Лунд (у фонді — понад 1,3 млн томів)                                |
| 6                | Лінчепінгська бібліотека            | у м. Лінчепінг                                                           |
| 7                | Національна бібліотека Швеції       | у м. Стокгольм (швед. Kungliga biblioteket)                              |
| 8                | Міські бібліотеки                   | Стокгольм — понад 1,4 млн книжок, Гетеборг — понад 1 млн книжок, та інші |

| Прапор Швеції | Це незавершена стаття про Швецію. Ви можете допомогти проєкту, виправивши або дописавши її. |